# Max Haberland
Friedrich Max Haberland (* im 19. Jahrhundert; † im 20. Jahrhundert) war ein deutscher Kammergutspächter und Politiker.

## Leben
Haberland, der evangelisch-lutherischer Konfession war, heiratete die katholische Marie Theresia Karoline Sophie Ecker (* 4. August 1852 in Marland; † 13. April 1894 in Hirschberg), die Tochter des K.u.k. österreichischen Notars Michael Ecker aus Buckau/Böhmen.
Haberland war bis 1900 Kammergutspächter in Hirschberg/Saale und zog dann nach Schleiz.
Vom 23. Oktober 1898 bis zum 22. August 1900 war er Mitglied im Landtag Reuß jüngerer Linie.